# Drujugurit
Drujugurit is een bestuurslaag in het regentschap Lamongan van de provincie Oost-Java, Indonesië. Drujugurit telt 1144 inwoners (volkstelling 2010).